# Westminster Hall and Burying Ground

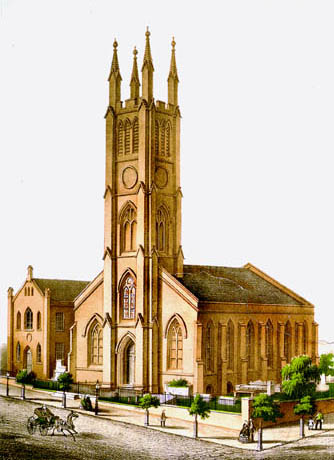
Westminster Church, num cartão postal de c. de 1857.

O Westminster Hall and Burying Ground é um cemitério e igreja localizados no número 519 da West Fayette Street em Baltimore, em Maryland, nos Estados Unidos.
O local é possivelmente bastante conhecido por abrigar os restos mortais do escritor Edgar Allan Poe. O complexo foi declarado distrito histórico nacional, em 1974.